# جميلة ماسي
جميلة ماسي (بالهندية: जमीला मैसी؛ بالإنجليزية: Jamila Massey) هي كاتِبة وممثلة هندية (وحمل سابقاً جنسية الراج البريطاني)، ولدت في 7 يناير 1934 في شيملا في الهند.

## أعمال

### مسلسلات
- اعقل لغتك

## وصلات خارجية
- جميلة ماسي على موقع IMDb (الإنجليزية)
- جميلة ماسي على موقع ألو سيني (الفرنسية)
- جميلة ماسي على موقع قاعدة بيانات الفيلم (الإنجليزية)
- جميلة ماسي على موقع كينوبويسك (الروسية)